# James Smith Bush

James Smith Bush

James Smith Bush (* 15. Juni 1825 in Rochester, New York; † 11. November 1889 in Ithaca, New York) war ein US-amerikanischer anglikanischer Theologe sowie ein Vorfahr der Unternehmer- und Politikerfamilie Bush.

## Leben

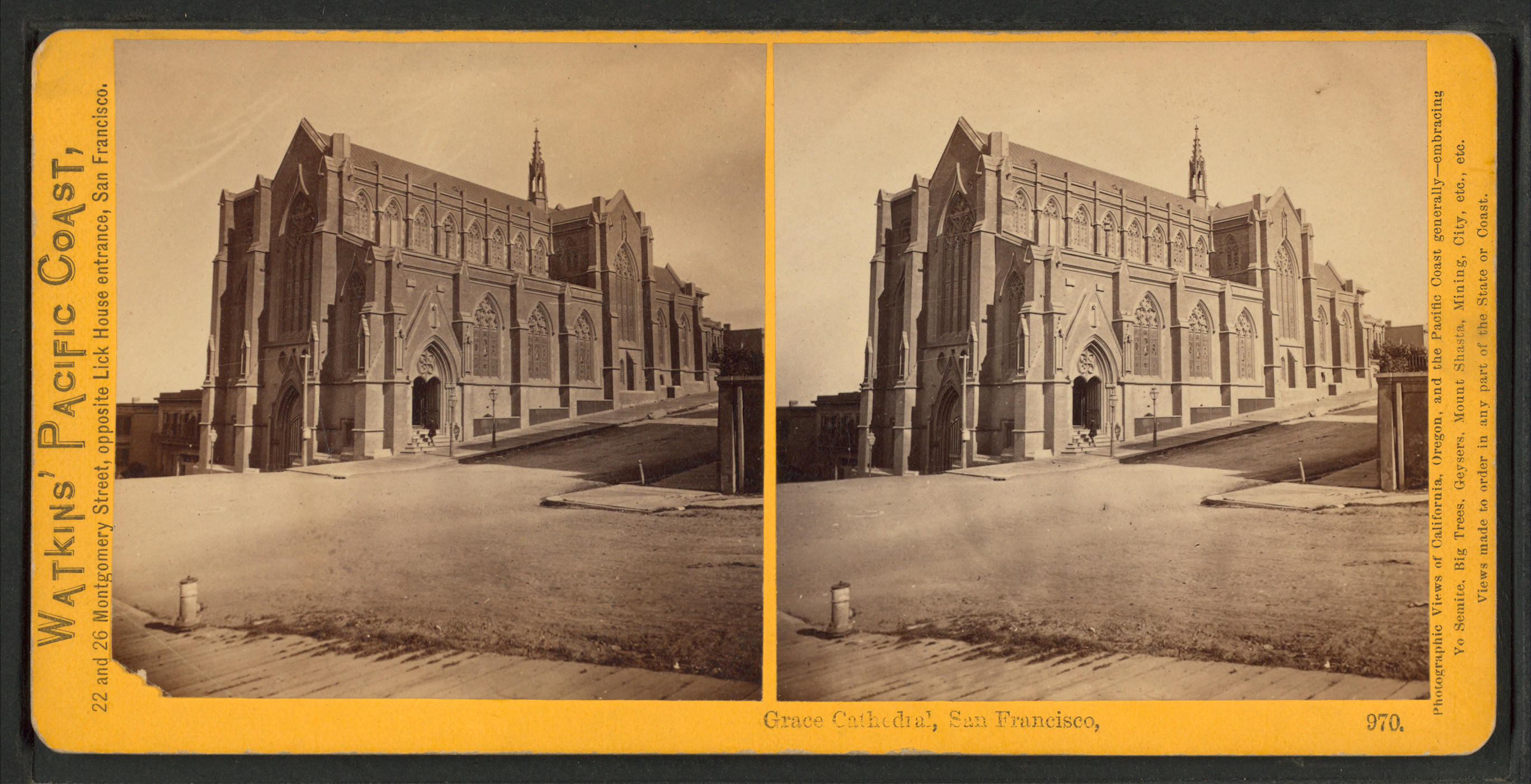
Die Grace Church in San Francisco, etwa zur Amtszeit von James Smith Bush (stereoskopische Fotografie zwischen 1861 und 1873)

Bush wurde als Sohn von Obadiah Newcomb Bush und dessen Frau Harriet Smith geboren. Er war der Vater des Industriellen Samuel Prescott Bush, der Großvater des Senators Prescott Sheldon Bush, der Urgroßvater des Präsidenten George H. W. Bush und Ur-Urgroßvater des Präsidenten George W. Bush.
Von 1841 bis 1844 studierte Bush Rechtswissenschaft an der Universität Yale, anschließend setzte er seine juristische Ausbildung in seiner Geburtsstadt fort, wo er 1847 die Zulassung zum Rechtsanwalt erhielt. 1851 heiratete er Sarah Freeman, die nach 18-monatiger Ehe verstarb. Der aus einer presbyterianischen Familie stammende Bush, der die anglikanische Konfession seiner verstorbenen Ehefrau angenommen hatte, begann in demselben Jahr in Saratoga Springs, New York, seine theologischen Studien im Hinblick auf ein geistliches Amt in der Episkopalkirche. 1855 wurde er zum Diakon geweiht und in der Gemeinde Grace Church in Orange, New Jersey, eingesetzt. 1856 erhielt er die Priesterweihe und war bis 1867 in Orange tätig. Am 24. Februar 1859 heiratete er Harriet Eleanor Fay (* 29. Oktober 1829, † 27. Februar 1924). Das Paar hatte vier Kinder:
- James Freeman Bush, * 15. Juni 1860
- Samuel Prescott Bush, * 4. Oktober 1863
- Harriet Montfort Bush, * 14. November 1871
- Eleanor Howard Bush, * 7. November 1873

Im Dezember 1867 wurde James Smith Bush Pfarrer an der Grace Church in San Francisco, Kalifornien, dem bei dem Erdbeben von 1906 zerstörten Vorgängerbau der späteren Grace Cathedral, die seit 1964 als Bischofskirche der anglikanischen Diözese San Francisco dient. 1872 kehrte er in den Osten der Vereinigten Staaten zurück und wurde Pfarrer der Gemeinde Church of the Ascension auf Staten Island, New York. 1884 übernahm er eine Pfarrstelle in Concord, Massachusetts. Im November 1888 legte Bush sein geistliches Amt innerhalb der anglikanischen Kirche nieder und schloss sich dem Unitarismus an. Wenige Monate später starb er plötzlich. Seine Ehefrau und alle vier Kinder überlebten ihn.
James Smith Bush war Autor von zwei theologischen Büchern, mehrere seiner Predigten und Vorträge erschienen zu seinen Lebzeiten im Druck. Seine Abschiedspredigt vor seiner Gemeinde auf Staten Island wurde 1884 von der New York Times rezensiert. Die Literary World brachte 1889 einen Nachruf zu seinem Tod. Ein Nekrolog der Universität Yale (1890) würdigt James Smith Bush mit den Worten: “Mr Bush had a clear, vigorous style as a writer, a fine presence, and strong personal magnetism.” (Herr Bush besaß einen klaren, kraftvollen Stil als Autor, eine angenehme Art und starke persönliche Anziehungskraft.)

## Gedruckte Werke
Bücher

- More Words About the Bible. Lovell, New York 1883 (83 Seiten)
- The Evidence of Faith. Osgood, Boston 1885 (357 Seiten)

Predigten und Vorträge

- The Atonement. A Sermon, Preached Before the Convention of the Diocese of New Jersey, on Wednesday, the 27th Day of May, A.D. 1863. No. 762 Broadway, New York 1863 (32 Seiten)
- Death of President Lincoln. A Sermon, Preached in Grace Church, Orange, New Jersey, Easter, April 16, 1865. Gardner, Orange, N.J. 1865 (8 Seiten)
- Building on Christ. A Sermon Preached at the Opening of St. Paul's Church, San Rafael, October 10th, 1869. Cubery and Company, San Francisco 1869 (20 Seiten)
- The Priesthood and Absolution. A Paper Read Before the Church Congress, in Cincinnati, Oct. 17, 1878. [Ungenannter Verleger, ohne Ort] 1878 (8 Seiten)